# Середнє степеневе зважене
Середнє степеневе зважене — різновид середнього значення. Для набору додатних дійсних чисел {\displaystyle x_{1},\ldots ,x_{n}} з параметром {\displaystyle q\neq 0} і невід'ємними вагами {\displaystyle w_{1},\ldots ,w_{n}} визначається як
{\displaystyle {\bar {x}}=\left({\frac {\sum _{i=1}^{n}w_{i}x_{i}^{q}}{\sum _{i=1}^{n}w_{i}}}\right)^{1/q}}.
Якщо ваги {\displaystyle w_{1},\ldots ,w_{n}} нормовані до одиниці (тобто їх сума дорівнює одиниці), то вираз для середнього степеневого зваженого набуває вигляду
{\displaystyle {\bar {x}}=\left(\sum _{i=1}^{n}w_{i}x_{i}^{q}\right)^{1/q}}.

## Властивості
- У тому випадку, коли всі ваги {\displaystyle w_{i}} рівні між собою, середнє степеневе зважене дорівнює середньому степеневому.
- Середнє арифметичне зважене і середнє гармонійне зважене є окремими випадками середнього степеневого зваженого при відповідно {\displaystyle q=1} і {\displaystyle q=-1}.
- У границі при {\displaystyle q\to 0} середнє степеневе зважене збігається до середнього геометричного зваженого.

## Зв'язок з ентропією Реньї
Інформаційну ентропію деякої системи можна визначити як логарифм числа доступних станів системи (або їх ефективної кількості, якщо стани не рівноймовірні). Врахуємо, що ймовірності {\displaystyle p_{i}} перебування системи в стані з номером {\displaystyle i} ({\displaystyle i=1,\ldots ,N}) нормовані до {\displaystyle 1}. Якщо стани системи рівноймовірні і мають імовірність {\displaystyle p}, то {\displaystyle N=1/p}. У разі різних імовірностей станів {\displaystyle p_{i}} визначимо ефективну кількість станів {\displaystyle {\overline {N}}} як середнє степеневе зважене величин {\displaystyle x_{i}=1/p_{i}} з вагами {\displaystyle p_{i}} і параметром {\displaystyle q=1-\alpha } (де {\displaystyle \alpha \neq 1}):
{\displaystyle {\overline {N}}=\left(\sum _{i=1}^{N}p_{i}x_{i}^{q}\right)^{1/q}=\left(\sum _{i=1}^{N}p_{i}(1/p_{i})^{1-\alpha }\right)^{\frac {1}{1-\alpha }}=\left(\sum _{i=1}^{N}p_{i}^{\alpha }\right)^{\frac {1}{1-\alpha }}}.
Звідси отримуємо вираз для ентропії
{\displaystyle H=\log {\overline {N}}=\log \left(\sum _{i=1}^{N}p_{i}^{\alpha }\right)^{\frac {1}{1-\alpha }}={\frac {1}{1-\alpha }}\log \sum _{i=1}^{N}p_{i}^{\alpha }},
збігається з виразом для ентропії Реньї. Легко бачити, що в границі при {\displaystyle \alpha \to 1} (або {\displaystyle q\to 0}) ентропія Реньї збігається до ентропії Шеннона (при тому, що середнє степеневе зважене — до середнього геометричного зваженого). За визначенням ентропії Реньї має виконуватися додаткове обмеження {\displaystyle \alpha \geq 0} (або {\displaystyle q\leq 1}).